# Батоњтерење
Батоњтерење (мађ. Bátonyterenye) град је у Мађарској. Батоњтерење је један од важнијих градова у оквиру жупаније Ноград.
Батоњтерење је имала 13.270 становника према подацима из 2009. године.

## Географија
Град Батоњтерење се налази у северном делу Мађарске. Од престонице Будимпеште град је удаљен око 100 километара североисточно. Град се налази на северном делу Панонске низије, у планинској области Матра. Надморска висина града је око 190 метара.

## Галерија
- Грб Батоњтерења
- Палата у граду